# Bakour II d'Ibérie
Bakour II d'Ibérie (en géorgien : ბაკურ II, latinisé en Bacurius ; mort en 528 ou 547) est un roi d'Ibérie du VIe siècle. Membre chrétien de la dynastie des Mihranides, il fait notamment partie des forces pro-byzantines de la Géorgie de l'époque et sa politique anti-iranienne est à l'origine de l'invasion sassanide qui se produit sous le règne de son successeur. Régnant pendant 13 ans, Bakour II n'est pas parvenu à se faire remarquer dans l'histoire et est généralement représenté comme un monarque insignifiant dans l'histoire géorgienne.

## Biographie
Le futur roi Bakour est probablement le fils unique de Vatché II d'Ibérie (r. 499/522-514/534). Les informations sur sa vie étant rares, on ne connaît pas de détails sur sa biographie, non seulement avant son accession au trône mais aussi durant son règne. Bakour II accède au trône probablement en 514 (d'après Vakhoucht Bagration) ou 534 (selon Cyrille Toumanoff, qui ajoute vingt années de règne à l'aïeul de Bakour, Vakhtang Ier).

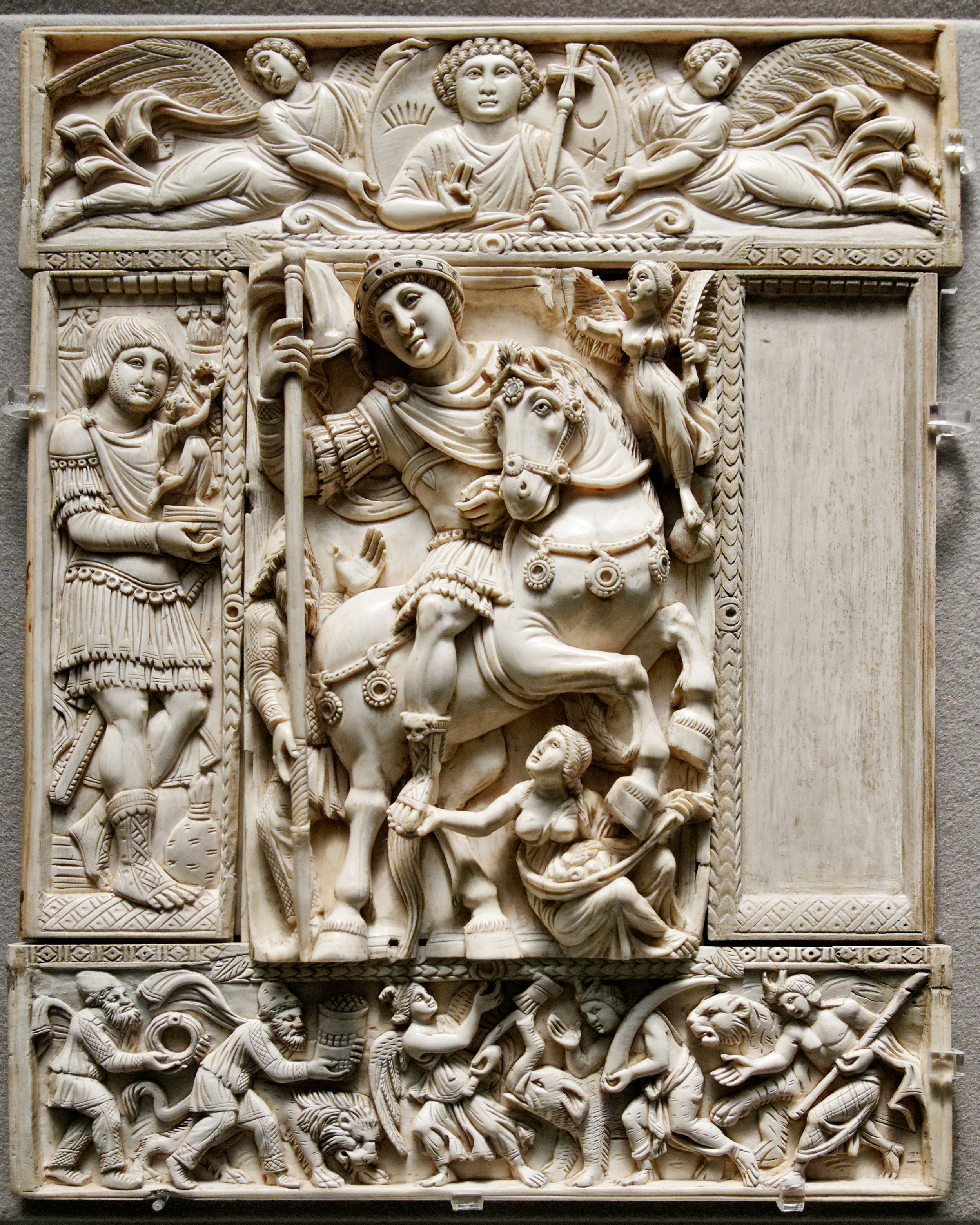
Diptyque Barberini, symbolisant la « victoire » des Byzantins dans la guerre ibère.

Sur le plan intérieur, il est probable que Bakour II continue à construire sa capitale Tbilissi, établie quelques décennies auparavant. Il continue également la politique de son prédécesseur vis-à-vis de son oncle Mihrdat et de la famille de celui-ci : il cohabite pacifiquement avec ceux-ci alors que ces derniers ont en leur possession le Djavakheti. De plus, les domaines de Bakour s'étendent de l'Albanie du Caucase à l'est jusqu'à la mer Noire à l'ouest. En politique étrangère, le roi Bakour II suit probablement la conduite de ses prédécesseurs et continue à s'allier avec l'Empire byzantin et à guerroyer contre l'Iran sassanide. Cette situation lui garantit une stabilité extérieure et une paix intérieure, grâce notamment à la supériorité militaire de Byzance dans la région.
Le règne de Bakour II correspond en effet à la « guerre ibère » entre Byzance et la Perse (526-532), conflit militaire opposant les deux empires en Transcaucasie. Étrangement, la trace du monarque n'est pas visible lors de la révolte ibère du prince Gourguen en 525-527, révolte défaite par les forces zoroastriennes. Le royaume d'Ibérie, tout comme le reste de la Transcaucasie (avec des fronts s'ouvrant en Arménie et en Lazique), se retrouve alors le centre d'une guerre étrangère aux Géorgiens. La guerre ibère s'achève en 532 et laisse la région dans un statu quo ante bellum.
Sous son règne se succèdent plusieurs Catholicos d'Ibérie ; mais la liste de ceux-ci dépend de la chronologie royale utilisée. Ainsi, suivant la version de Vakhoucht Bagration, Bakour II participe à la nomination de Tchirmag et Saba Ier. D'après la datation de Cyrille Toumanoff, ce sont Evlavios Ier et Macaire qui sont nommés primats de l'Église orthodoxe géorgienne par Bakour II. Enfin, et en contradiction avec ces deux derniers, l'ancien ouvrage anonyme nommé Conversion de la Karthli parle de Samuel Ier comme le Catholicos d'Ibérie sous le règne de Bakour, information probablement douteuse, la chronologie des primats géorgiens étant très vague et incertaine.

En fait, outre la guerre byzantino-perse, l'état des connaissances sur l'histoire de la région ne permet pas de connaître d'autres évènements marquants se rapportant au règne de Bakour II d'Ibérie. Les Chroniques géorgiennes, source primaire de l'historiographie géorgienne, ne le mentionnent que sous ces termes : 
« Bacour, fils de Datchi, lui succéda et mourut après un règne de 13 ans. »
 Ce fait mène la version arménienne des Chroniques géorgiennes à ne pas même mentionner Bakour II et à faire du successeur de Vatché II le fils de Bakour II, Pharasman V. Bakour II d'Ibérie meurt probablement en 528 ou, selon Toumanoff, en 547.

## Famille et descendance
Bakour II d'Ibérie laisse à sa mort deux enfants, probablement mineurs :
- Pharasman (mort en 561), roi d'Ibérie (547-561) ;
- un fils (mort avant 561), père de Pharasman VI d'Ibérie.